# Miloš Zeman
Miloš Zeman (født 28. september 1944) er en tjekkisk politiker, der var Tjekkiets præsident fra 8. marts 2013 til 8. marts 2023, efter have vundet det første direkte præsidentvalg i Tjekkiet i januar 2013 med 54,8 % af stemmerne, mens hans modkandidat, Karel Schwarzenberg, fik 45,2 % af stemmerne. Fra 1998 til 2002 var han Tjekkiets premierminister. Som leder af det tjekkiske socialdemokratiske parti i 1990'erne er han blevet krediteret for at have genoplivet partiet til en af landets største politiske kræfter. Zeman var kortvarigt formand for Deputeretkammeret i Tjekkiets parlament fra 1996 til 1998. Han er tidligere kommunist.